# Colias thisoa
Colias thisoa är en fjärilsart som beskrevs av Ménétriès 1832. Colias thisoa ingår i släktet Colias och familjen vitfjärilar. Inga underarter finns listade i Catalogue of Life.

## Bildgalleri

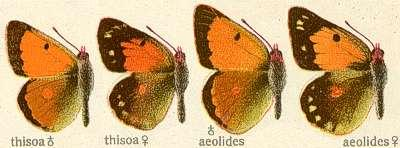